# Five Nights at Freddy’s VR: Help Wanted
Five Nights at Freddy’s VR: Help Wanted (deutsch etwa Fünf Nächte bei Freddy VR: Hilfe Gesucht) ist ein Five‐Nights‐at‐Freddy’s‐Spiel, das Virtuelle Realität nutzt. Es ist das erste Spiel der Reihe, das nicht direkt von Scott Cawthon entwickelt wurde. Das Spiel erschien am 28. Mai 2019.
Help Wanted ist eine Minispielsammlung, die Spieler fünf Nächte der ersten drei Teile der FNaF‐Serie, sowie ausgewählte Situationen aus den restlichen Teilen in Virtueller Realität erleben lässt. Hinzu kommen komplett neue Szenarien, beispielsweise Level, in denen Animatronics repariert werden müssen. Der Hauptcharakter, in dessen Rolle die Spieler schlüpfen, ist ein Betatester für die Videospielfirma, die The Freddy Fazbear Virtual Experience entwickelt, ein Spiel, das Fazbear Entertainment in Auftrag gegeben hat. Während des Testens können im Spiel von den Entwicklern unvorhergesehene Elemente gefunden werden, die Informationen über die Entwicklung des Spiels enthüllen. Ob die Geschehnisse von Help Wanted Teil der größeren Handlung von Five Nights at Freddy’s sind, ist umstritten.
Ein FNaF‐Spiel, das Virtuelle Realität nutzt, ist schon seit längerer Zeit in Planung. Die Veröffentlichung von Help Wanted war ursprünglich für den 30. April 2019 geplant, wurde aber mehrmals verschoben.
Am 23. Oktober wurde ein DLC mit dem Namen Curse of Dreadbear (dt.: Fluch von Dreadbear) veröffentlicht.

## Spielprinzip
Der Spieler kontrolliert den Charakter durch Bewegungssensoren. Er kann sich im Virtuellen Raum frei bewegen. Anfänglich befindet er sich in einer Pizzeria vor einem großen Bildschirm, von dem er Minispiele auswählen kann. Five Nights at Freddy’s VR: Help Wanted bietet 41 Minispiele die in sieben Kategorien eingeteilt werden. Diese Kategorien sind FNaF 1, FNaF 2, FNaF 3, Dark Rooms (dt.: Finstere Räume), Parts and Service, Vent Repair (dt.: Luftschachtreparatur) und Night Terrors (dt.: Nachtangst).
Verschiedene Minispiele statten den Spieler mit unterschiedlichen Fähigkeiten aus um die jeweilige Aufgabe zu erfüllen. Minispiele in der gleichen Kategorie folgen einem gewissen Thema. FNaF 1, FNaF 2 und FNaF 3 sind VR‐Remakes der ersten drei FNaF‐Spiele mit nahezu identischem Gameplay. Jedes Minispiel in diesen Kategorien ist eine Nacht des ursprünglichen Spiels. Im September 2019 wurde ein Update mit einer neuen Nacht für FNaF 2 hinzugefügt. In dieser werden die Toy‐Animatronics durch die originalen Animatronics ersetzt, die in der ursprünglichen Version von Five Nights at Freddy’s 2 vorhanden waren, nicht aber in der VR‐Version.
In Dark Rooms befindet sich der Spieler immer mit einem oder mehreren Animatronics in einem dunklen Raum, den auf irgendeine Weise beleuchten kann. Das Ziel ist es zu überleben. Parts and Service sind Segmente, in denen Bonnie, Chica, Freddy oder Foxy vom Spieler repariert werden müssen. In Vent Repair muss der Spieler Wartungsarbeiten in Luftschächten ausführen, während er von einem Animatronic verfolgt wird. Die Minispiele von Night Terrors schließlich finden, bis auf das fünfte und letzte, alle im Schlafzimmer aus Five Nights at Freddy’s 4 statt, wo ein Animatronic wiederholt abgewehrt werden muss.
Wird ein Minispiel erfolgreich abgeschlossen, erhält der Spieler einen zufälligen Preis aus einer sehr langen Liste oder selten einen Jumpscare. Misserfolg in einem Minispiel resultiert ebenfalls in einem Jumpscare. Erhaltene Preise können hinterher im Prize Counter, der sich gegenüber dem Bildschirm in der Oberwelt befindet, jederzeit herbeigerufen werden. Die Preise reichen von Essen über Plüschtiere bis zu Action‐Figuren. Außerdem sind über die Minispiele und die Oberwelt 20 Münzen und 16 Kassetten versteckt, die im Falle der Münzen spezielle Preise freischalten und im Falle der Kassetten Details der Handlung enthüllen.
Pro Kategorie gibt es nur vier Minispiele, allerdings befindet sich neben dem Bildschirm ein Hebel, der einen zweiten Modus anschaltet, der wechselweise Hard Mode (dt.: Schwieriger Modus), Nightmare Mode (dt.: Alptraummodus) oder Blacklight Mode (dt.: Schwarzlichtmodus) genannt wird. In diesem Modus hat jede der Kategorien ein neues Set von Minispielen. In den Kategorien die auf alten FNaF‐Teilen basieren, ist dies die fünfte Nacht des jeweiligen Spiels. In den anderen Kategorien, außer Night Terrors, hat jedes Minispiel eine schwierigere Version. Der Modus zeichnet sich dadurch aus, dass er den alten Minispielen eine neue Atmosphäre, die die Orientierung erschwert und teilweise auch kleinere Gameplayänderungen gibt. Beispielsweise hat die fünfte Nacht von FNaF 2 von Discobeleuchtung und der Spieler ist im ersten Minispiel von Dark Rooms extrem klein. Das einzige Minispiel von Night Terrors in diesem Modus ist abweichend vom üblichen Spielprinzip seiner Kategorie ein Irrgarten aus unterschiedlichsten Räumen, an dessen Ende sich der Abspann mit den Credits des Spiels befindet. Dieses Minispiel kann erst gespielt werden, wenn alle anderen in beiden Modi schon erledigt wurden.

### Curse of Dreadbear
Das DLC Curse of Dreadbear, das am 23. Oktober veröffentlicht wurde, fügt eine neue Palette an Leveln zu dem Spiel. Sein Inhalt wurde in mehreren Schüben an verschiedenen Tagen veröffentlicht.
Das DLC gibt dem Spieler die Möglichkeit in eine neue, Halloween‐inspirierte Umgebung transportiert zu werden, in dem ihm drei neue Level‐Kategorien, Afraid of the Dark (dt.: Angst vor der Dunkelheit), Spooky Mansion (dt.: Gespenstisches Anwesen) und Danger! Keep Out! (dt.:Gefahr! Wegbleiben!) angezeigt werden.

### Help Wanted 2
Am 24. Mai 2023 kündigte Steel Wool Studios während eines PlayStation Showcase eine Fortsetzung für Five Nights at Freddy's VR: Help Wanted an. Diese Fortsetzung sollte im Dezember 2023 erscheinen. Der Trailer zeigt die Sister Location und endet mit einem Jump-Scare von Ballora, einem Animatronic aus Five Nights at Freddy's: Sister Location. Am 1. September 2023 wurde während der PAX West 2023 eine spielbare Demo gezeigt, in der Funtime Freddy, Bon-Bon und Moon zu sehen waren. Am 20. November 2023 wurde auf dem YouTube-Kanal von Steel Wool Studios der offizielle Gameplay-Trailer veröffentlicht, in dem mehrere Charaktere und das Veröffentlichungsdatum 14. Dezember 2023 genannt wurden. Das Spiel erschien planmäßig am 14. Dezember 2023 für die PlayStation 5 und Steam.

## Handlung
Fazbear Entertainment hat sich aufgrund mehrerer negativer Vorfälle und Katastrophen im Laufe der Jahre bei vielen extrem unbeliebt gemacht. Manche der Ereignisse haben sich sogar zu urbanen Legenden entwickelt. Zusätzlichen Schaden richtet ein verrückter Indie‐Entwickler durch seine eigenen Spiele an, denen die negativen Vorfälle als Grundlage dienen. Fazbear Entertainment hat das Videospiel The Freddy Fazbear Virtual Experience in Auftrag gegeben, um angeblich den Schaden an der Firma zu mildern und das Bild in der Öffentlichkeit reinzuwaschen. Die dargestellten Ereignisse werden aufgegriffen und damit ins Lächerliche gezogen, mit dem Ziel, sie als frei erfunden darzustellen.
Der unbenannte Spielercharakter hat als Beta-Spieler die Aufgabe, die Virtual Experience zu testen. In den unterschiedlichen Minispielen müssen beispielsweise klaustrophobische Belüftungssysteme oder defekte Animatronic-Figuren repariert werden. Dabei geht von den Figuren eine konstante Gefahr aus, da sie jeden Moment aktiviert werden können und den Spieler dann angreifen. In der Spielwelt können 16 VHS-Kassetten gefunden werden, die einer der Entwickler der Virtual Experience dort versteckt hat. Der Inhalt widerspricht der Darstellung von Fazbear Entertainment. So wird etwa ein Rechtsstreit aufgedeckt, der während der Entwicklung des Spiels stattfand. Auch ist der Indie-Entwickler kein Unbekannter, sondern wurde von Fazbear Entertainment für die Umsetzung seiner Spiele angeheuert, bevor das Unternehmen die Zusammenarbeit plötzlich beendete.
Die Kassetten enthalten außerdem noch Schadsoftware, die von einer alten Computer-Platine hochgeladen wurde. Der Code nimmt die Form der unheimlichen Figur „Glitchtrap“ an. Im Laufe des Spiels erscheint der schemenhafte Humanoid in einem Hasenkostüm im Türrahmen des Hauptmenü-Raumes. Mit jedem erfolgreich abgeschlossenen Level kommt die Figur näher. Bei Glitchtrap handelt es sich um einen virtuellen Körper, den sich William Afton nach den Ereignissen von Ultimate Custom Night angeeignet hat. Sein Ziel ist es, dem Spiel zu entkommen, indem er den Körper des Spielers übernimmt. Abhängig von den Entscheidungen des Spielers bietet Virtual Experience vier verschiedene Enden.

## Entwicklungsgeschichte
Am 8. August 2017 gab Scott Cawthon in einem Interview mit dem YouTuber Dawko bekannt, dass ein VR‐FNaF‐Spiel in Entwicklung sei. Am 19. August 2018 gab er in einem Steam‐Post bekannt, dass eine Demo des Spiels fertig sei, deren Titelbildschirm schon sehr beunruhigend gewesen sei. Am 11. November 2018 wurde der Post aktualisiert, wobei einige Gameplay‐Details bekanntgegeben und das Spiel als zu 40 % fertiggestellt beschrieben wurden.
Die Internetseite des ESRB stach am 15. Februar 2019 den Titel und die Plattform des Spiels, die PlayStation 4 durch. Am 3. März 2019 kündigte Cawthon an, Help Wanted werde in wenigen Monaten erscheinen. Neun Tage später erschien auf seiner Internetseite ein Teaser zu dem Spiel, der jedoch nach kurzer Zeit wieder abgeschaltet wurde, da er mit einem von einem Fan erstellten 3D‐Modell produziert wurde, wofür sich Cawthon bald entschuldigte. Gleichzeitig wurden im Quelltext der Seite versteckte Codes entdeckt die zu bearbeiteten Schwarz‐Weiß‐Bildern des Spiels führten, was das erste Mal war, das Gameplay gezeigt wurde. Auch das Bild eines Endoskeletts für den Film Five Nights at Freddy’s war darunter.
Am 25. März 2019 wurde ein Trailer für Help Wanted auf YouTube hochgeladen, der viel Gameplay zeigte und bestätigte, dass das Spiel auch für Oculus Rift und HTC Vive rauskommen werde. Steel Wool Studios machte außerdem bekannt, dass auch Oculus Quest und Windows Mixed Reality unterstützt würden. Am selben Tag veröffentlichte Scott Cawthon einen weiteren Teaser, der die Köpfe vieler Animatronics der Reihe zusammengeschmolzen über dem Logo von Help Wanted zeigte.
Ein Artikel in PlayStationLifeStyle, der am 28. März 2019 veröffentlicht wurde, gab das Erscheinungsdatum des Spiels als 30. April 2019 und enthüllte, dass es über 40 Level habe. In den folgenden Wochen erschienen weitere Artikel in verschiedenen Zeitungen, die neue Details über Handlung und Gameplay bekannt geben. Außerdem war Help Wanted auf verschiedenen Veranstaltungen, wie beispielsweise Penny Arcade Expo als Demo mit drei Minispielen spielbar. Am 16. April wurde das Erscheinungsdatum des Spiels auf den 21. Mai 2019 verschoben.
Offizielle Steam‐ und PlayStation‐Seiten für Help Wanted wurden am 3. Mai 2019 eröffnet. Am 16. Mai 2019 wurde das Erscheinungsdatum ein weiteres Mal auf den 28. Mai 2019 verschoben. Stattdessen fingen am 21. Mai verschiedene YouTuber, die ausgewählt worden waren das Spiel früher zu erhalten, an Let’s Plays von Help Wanted hochzuladen.

## Rezeption
Five Nights at Freddy’s VR: Help Wanted wurde für die PlayStation 4 zumeist positiv bewertet. Laut Wertungsaggregator Metacritic erreicht das Spiel für 80 von 100 Punkten, aufbauend auf 10 Kritiken. Aus 101 Nutzerbewertungen ergibt sich mit 7,9 aus 10 Punkten eine ähnliche Durchschnittswertung (September 2023). Portierungen auf andere Plattformen schneiden im Vergleich schlechter ab. Für die Nintendo Switch ergibt sich aus 9 Kritiken nur ein Ergebnis von 53 Punkten. Im Katalog von MobyGames hat der Titel für die PlayStation 4 einen „Moby Score“ von 7,2. Basierend auf 5 Kritikermeinungen ergibt sich eine durchschnittliche Bewertung von 74 % (September 2023). Das Spiel wird auf der PlayStation-Website als eines der „Favorite Horror Games of 2019“ aufgeführt. Five Nights at Freddy’s VR: Help Wanted baue gelungen auf die Vorgänger auf und biete abwechslungsreichen Horror, wobei der VR-Modus einen großen Teil des Spielspaßes ausmache.
Five Nights at Freddy’s VR: Help Wanted sei ein „wahres Fest“ für Neueinsteiger und langjährige Fans der Five-Nights-Spiele, schreibt Jordan Devore für Destructoid. Die VR-Adaption funktioniere wie eine „Greatest-Hits-Sammlung“, die auf bekannten Charakteren, Geschichten und Sequenzen der „beliebten Reihe“ aufbaue. Die enthaltenden Spiel-Modi seien „überraschend ausgewogen“, abwechslungsreich und alle aus „unterschiedlichen Gründen unterhaltsam“. Als besonders furchteinflößend und nervenaufreibend empfindet Devore die Dark Rooms.
Für M! Games hält Ulrich Steppberger fest, dass sich die „Grusel-Serie“ in ihrem ersten Auftritt für eine Heimkonsole die „besonderen Vorzüge von VR zu Nutze“ mache und sich „besonders gut auf Schreckmomente“ verstehe. Die gestellten Aufgaben seien nie komplex, „aber an den Nerven zehren sie alle gleich stark“. Insgesamt falle der „Freizeitpark-Grusel“ spielerisch schlicht, aber „ausgesprochen effektiv inszeniert “aus. Das Spiel biete genug Umfang und Abwechslung für ein „gepflegtes Gruseln“. Optisch komme der „düster-unheilvolle Look mit den absurden Angreifern tadellos rüber“, ohne dabei auf „Gewalt oder Splattereffekte“ zu setzen.
Stuart Gipp von Nintendo Life kritisiert vor allem den fehlenden VR-Modus auf der Nintendo Switch. Ohne diesen sei das Spiel „sinnlos“ geworden und biete nur noch eine „minderwertige Minispielsammlung“, weil die vorherigen Hauptspiele bereits für die Konsole verfügbar sind. Die Minispiele seien in ihrer Qualität nicht einmal so gelungen wie die Originale. Für Gipp ist klar, dass es nur darum ging, den „Marktanteil der Nintendo Switch zu kapitalisieren“.